# Marco Antonio Maffei
Marco Antonio Maffei (ur. 29 listopada 1521 w Bergamo, zm. 22 sierpnia 1583 w Rzymie) – włoski kardynał

## Życiorys
Urodził się 29 listopada 1521 roku w Bergamo, jako syn Girolama Maffeia i Antonii Mattei (jego bratem był Bernardino Maffei). Studiował na Uniwersytecie Ferrarskim, gdzie uzyskał doktorat utroque iure. Po studiach został kanonikiem bazyliki laterańskiej i wicegubernatorem Viterbo. 14 lipca 1553 roku został wybrany arcybiskupem Chieti. Następnie był referendarzem Najwyższego Trybunału Sygnatury Apostolskiej i gubernatorem Viterbo. W latach 1560–1566 był wiceregentem Rzymu, a w okresie 1566–1570 – datariuszem apostolskim. Około 1568 roku zrezygnował z zarządzania archidiecezją. 17 maja 1570 roku został kreowany kardynałem prezbiterem i otrzymał kościół tytularny S. Callisto. W 1576 roku został prefektem Kongregacji ds. Biskupów i Zakonników i pełnił tę funkcję do śmierci, która nastąpiła 22 sierpnia 1583 roku w Rzymie.